# Benediktinerinnenkloster Tauberbischofsheim
Das Benediktinerinnenkloster (auch als Lioba-Kloster bekannt) in Tauberbischofsheim (früher: Bischofsheim) wurde bereits 735 vom heiligen Bonifatius als eines der ersten deutschen Frauenklöster gegründet. Bonifatius setzte seine Verwandte, die Heilige Lioba von Tauberbischofsheim, als erste Äbtissin ein.

## Geschichte

### Vorgeschichte
Im 7./8. Jahrhundert kam das Christentum in die main- und tauberfränkischen Gebiete des heutigen Erzbistums Freiburg. Insbesondere der heilige Kilian und der heilige Bonifatius waren es, die mit ihren Helfern den Boden für die frühen Kirchen und Klöster in Tauberfranken bereiteten.

### Benediktinerinnenkloster
Das Tauberbischofsheimer Benediktinerinnenkloster wurde 735 vom heiligen Bonifatius gegründet, der seine Verwandte Lioba als erste Äbtissin einsetzte. Die Stadt Bischofsheim und das Frauenkloster wurde im Jahre 836 in der Lebensbeschreibung der Heiligen Lioba urkundlich erwähnt. Unter Liobas tatkräftiger Leitung entwickelte sich das Tauberbischofsheimer Frauenkloster zu einem bedeutenden Bildungs- und Kulturzentrum für das gesamte untere Maintal und gewann in dieser Zeit eine große Anziehungskraft. Mit dem Benediktinerinnenkloster war die Stadt Tauberbischofsheim unter Lioba bereits im 8. Jahrhundert ein Schulstandort.
Das Jahr der Auflösung des Tauberbischofsheimer Benediktinerinnenklosters ist unbekannt.
Im Jahre 1968 wurden bei einer Restaurierung der Liobakirche (veranlasst durch den Dekan Ludwig Mönch des Dekanats Tauberbischofsheim) Grabungen durchgeführt. Dabei konnten Mauerreste einer früheren Ost-West-Kirche aus vermutlich karolingischer Zeit gefunden werden. Zudem wurden unter der Orgelempore Gräber gefunden. Vermutlich handelt es sich hierbei um die Überreste des Benediktinerinnen- bzw. Lioba-Klosters aus dem 8. Jahrhundert.

## Klosterbau und Ausstattung

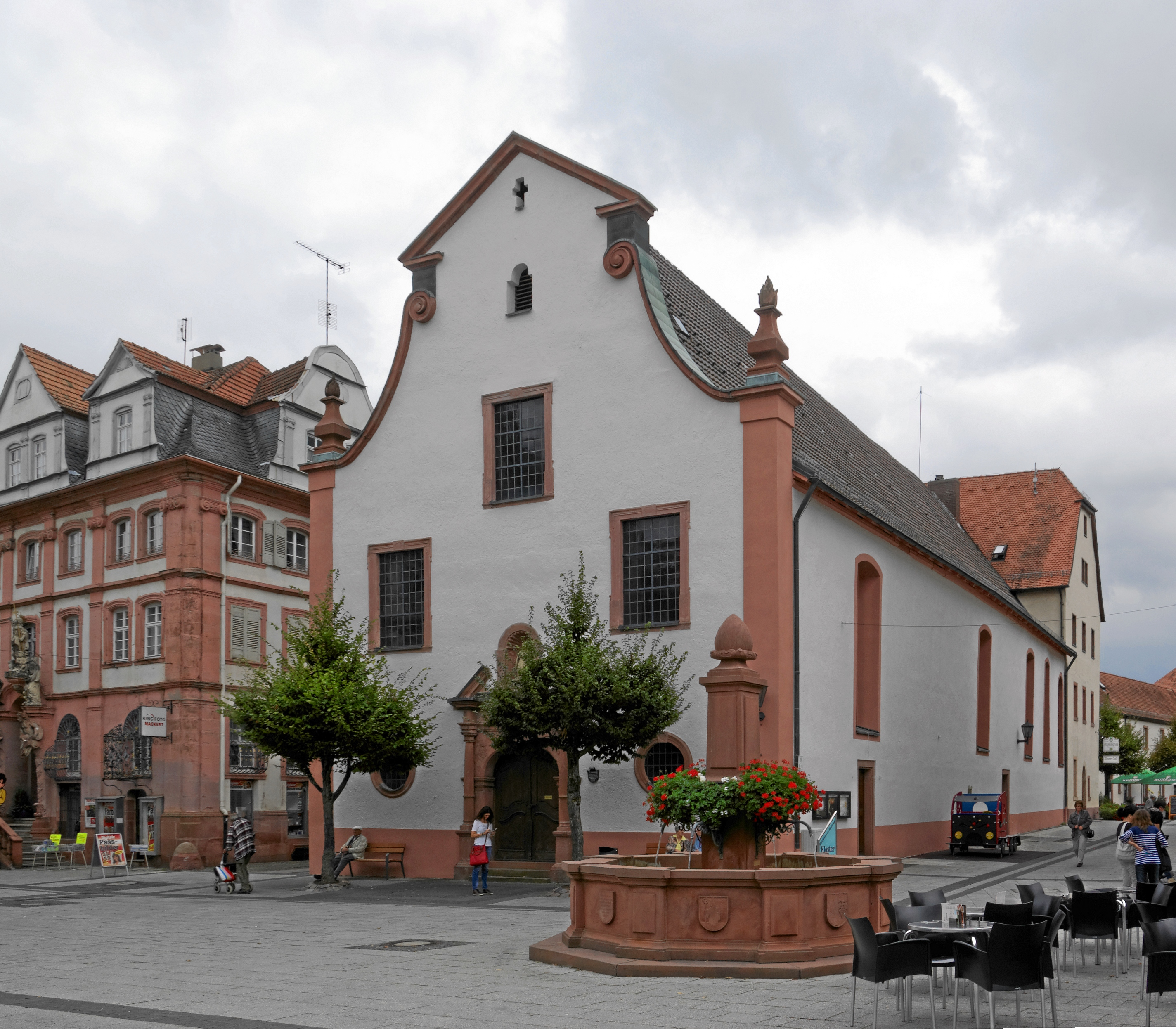
Die Liobakirche am Eingang des Klosterhofes (2014)

Die Nachfolgebauten des auf die heilige Lioba von Tauberbischofsheim zurückgehenden Frauenklosters sind noch vorhanden. Der Hof ist umgeben von drei Gebäuden, darunter das ehemalige Dormitorium. Die ehemalige Klosterkirche mit barocker Ausstattung schließt sich zum Marktplatz hin an. Diese war ursprünglich der heiligen Elisabeth geweiht, wurde jedoch im 17. Jahrhundert von den Tauberbischofsheimer Franziskanern nach der Übertragung von Reliquien der heiligen Lioba ihrem Patrozinium unterstellt.

## Frühere und heutige Nutzung

### Franziskanerkloster
1629 siedelten sich Franziskaner in Tauberbischofsheim an, zunächst im Kaplaneihaus an der Sebastianskapelle. 1636 wies der Kurfürst den Franziskanern einen Teil des Hospitals zu. Daraufhin siedelten die Franziskaner vom Kaplaneihaus ins Tauberbischofsheimer Hospital mit der angrenzenden Elisabethkapelle über. Als es nach 1656/57 zu einem Neubau der Kirche durch die Franziskaner kam, setzte sich von da an der Name Liobakirche durch.

### Stadtverwaltung
Zwischen 1982 und 1985 wurde der sogenannte Klosterhof saniert. Nach dem Umbau ist dort heute ein Teil der Tauberbischofsheimer Stadtverwaltung untergebracht.